# Ilhéu de Cima
L'ilhéu de Cima és un illot deshabitat de l'arxipèlag de Cap Verd. Forma part del grup d'illots Ilhéus Secos, situat 4 km a l'est d'Ilhéu Grande, l'altre principal illot del grup, i 8 km al nord-est de l'illa Brava. Administrativament formen part del municipi de Brava. Els illots més propers són l'Ilhéu Luíz Carneiro, Ilhéu Sapado i Ilhéu do Rei. La totalitat de l'illot és una reserva natural, famosa per les seves colònies d'ocells marins. Al sud de l'illa hi ha un far situar a 80 m sobre el nivell del mar.
Altres característiques geogràfiques inclouen Baixa o Boca de Porto a l'oest i Baixo Cabeção (Baixo Cabeçon) i Baixo Daniel (Baixo Dánel). El turisme i la pesca són estranys a l'illot.